# Халилова, Кузигуль
Кузигуль Халилова — советский хозяйственный, государственный и политический деятель, Герой Социалистического Труда.

## Биография
Родилась в 1931 году в Пенджикенте. Член КПСС с 1959 года.
С 1948 года — на хозяйственной, общественной и политической работе. В 1948—1991 гг. — работница фермы, звеньевая, доярка колхоза имени Карла Маркса Пенджикентского района Ленинабадской области.
Указом Президиума Верховного Совета СССР от 14 декабря 1984 года присвоено звание Героя Социалистического Труда с вручением ордена Ленина и золотой медали «Серп и Молот».
Избиралась депутатом Верховного Совета СССР 9-го и 10-го созывов.
Живёт в Таджикистане.